# Androlykou
Androlykou (in greco Ανδρολύκου?; in turco: Gündoğdu) è una comunità (in greco κοινότητα?, koinótita) e un villaggio turco-cipriota nel distretto di Paphos a Cipro, situato a 5 km a sud-ovest di Polis Chrysochous. Nel 2001 aveva 34 abitanti.

## Geografia fisica
Androlykou o Androlikou si trova a 310 m sul livello del mare.
Il villaggio è a sud di Poulliokampos e a nord-ovest di Laomilia.
Il villaggio di Androlykou è situato a circa 8 chilometri a sud-est di Polis Chrysochous e quasi 9 chilometri a sud del porto di Latsiou ed è a breve distanza da Neo Chorio Paphou dell'omonimo distretto di Cipro.

## Società

### Evoluzione demografica
Attualmente il villaggio è per lo più deserto, ma prima dell'invasione aveva una popolazione di 498 abitanti. Al momento del primo censimento britannico del 1881 aveva una popolazione di 255 abitanti.
Nell'ottobre 1974 la maggior parte degli uomini in età da combattimento furono arrestati e inviati al campo di prigionia di Geroskipou, mentre altri abitanti del villaggio partirono segretamente verso la zona controllata dai turchi. 248 persone rimaste nel villaggio furono scortate dall'UNFICYP nell'agosto 1975 nel settore turco. A parte un turco-cipriota sposato con una donna greco-cipriota, l'intero villaggio fu evacuato. Gli abitanti furono reinsediati principalmente a Myrtou.